# 조 메이슨
조지프 "조" 메이슨 (Joseph "Joe" Mason, 1991년 5월 13일 ~ )은 아일랜드의 축구 선수로, 캐나다 프리미어리그에 소속된 캐벌리 FC에서 공격수로 뛰고 있다.

## 선수 기록
| 시즌      | 팀 이름     | 경기 | 골 |
| --------- | ----------- | ---- | -- |
| 2012-2013 | 카디프 시티 | 29   | 6  |
| 2011-2012 | 카디프 시티 | 46   | 12 |